# Johann Wilhelm Meigen
Johann Wilhelm Meigen (ur. 3 maja 1764 w Solingen, zm. 11 lipca 1845 w Stolberg) – niemiecki entomolog znany z pionierskich opracowań dotyczących muchówek.
Przy wskazywaniu Johanna W. Meigena jako autora nazwy gatunku w nazewnictwie binominalnym i zależnych używa się skrótu Meigen, przykładowo: Drosophila melanogaster Meigen.

## Biografia
Johann Wilhelm Meigen urodził się w Solingen 3 maja 1764 roku. Rodzice Clemens Meigen i Sibylla Margaretha Bick prowadzili sklep. W latach 1784–1786 pracował jako prywatny nauczyciel w Aachen, następnie w latach 1786–1792 jako organista i nauczyciel w rodzinnym Solingen; w latach 1792–1796 znowu jako nauczyciel w Aachen. W 1796 został zatrudniony jako nauczyciel w prywatnej szkole w Stolbergu. Posadę tę utrzymał do roku 1810. Podczas okupacji francuskiej był zatrudniony przez Izbę Handlową w Stolbergu, dla której sporządzał mapy. Ostatecznie został organistą w kościele protestanckim w Stolbergu. Zmarł w Stolbergu 11 lipca 1845 roku.
Meigen opisał ponad 3000 taksonów. Bardziej znane to muszka owocowa i mucha zielona. Badacz opisał takie rodzaje, jak: Microdon, Ctenophora, Chrysops, Haematopota.